# Kimera Evo 37
Der Kimera Evo 37 ist ein Sportwagen, der in limitierter Auflage als Reminiszenz an den Lancia Rally 037 gebaut wird.

## Hintergrund
Der Rally 037 wurde vom italienischen Automobilhersteller Lancia für den Rallyesport konstruiert. Homologationsbedingt gab es von ihm auch eine Variante mit Straßenzulassung. Insgesamt wurden in den 1980er-Jahren 257 Rally 037 gebaut.
Im Mai 2021 präsentierte der italienische Rallyefahrer Luca Betti eine Neuauflage, die wie schon der Rally 037 auf einem Lancia Beta Montecarlo aufbaut. Allerdings soll nur die Fahrgastzelle mit der Fahrgestellnummer aus dem Montecarlo stammen. Die restlichen Komponenten wurden neu entwickelt. Öffentlichkeitspremiere hatte die auf 37 Exemplare limitierte Neuauflage auf dem Goodwood Festival of Speed im Juli 2021. Die Produktion erfolgt im italienischen Cuneo bei Kimera Automobili. Der Firmenname entstammt der italienischen Sprache und steht für die Chimära, ein Mischwesen aus der griechischen Mythologie. Es ist auch auf dem Emblem des Herstellers zu sehen. Der Basispreis des Sportwagens beträgt vor Steuern 540.000 Euro.

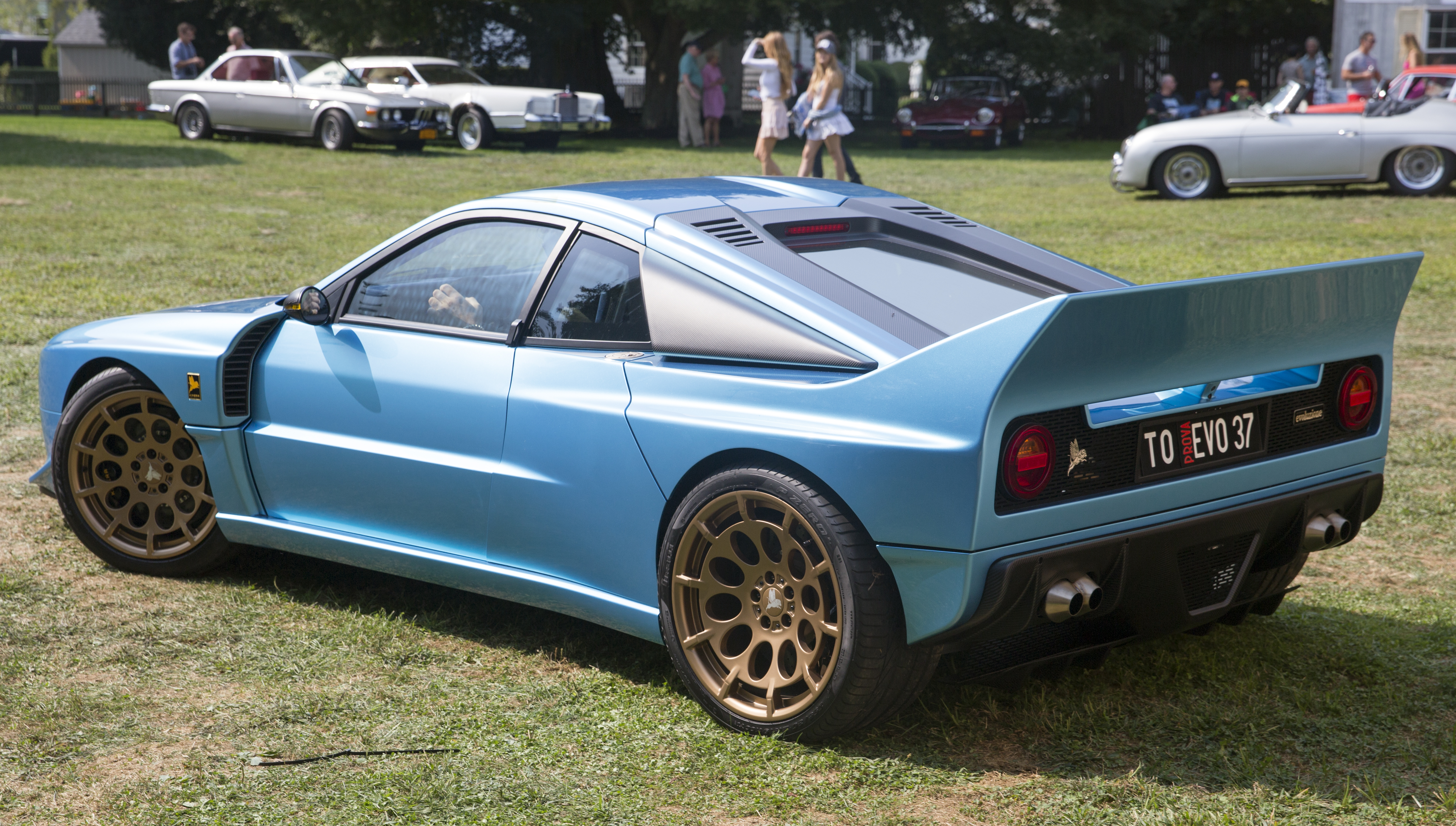
Heckansicht
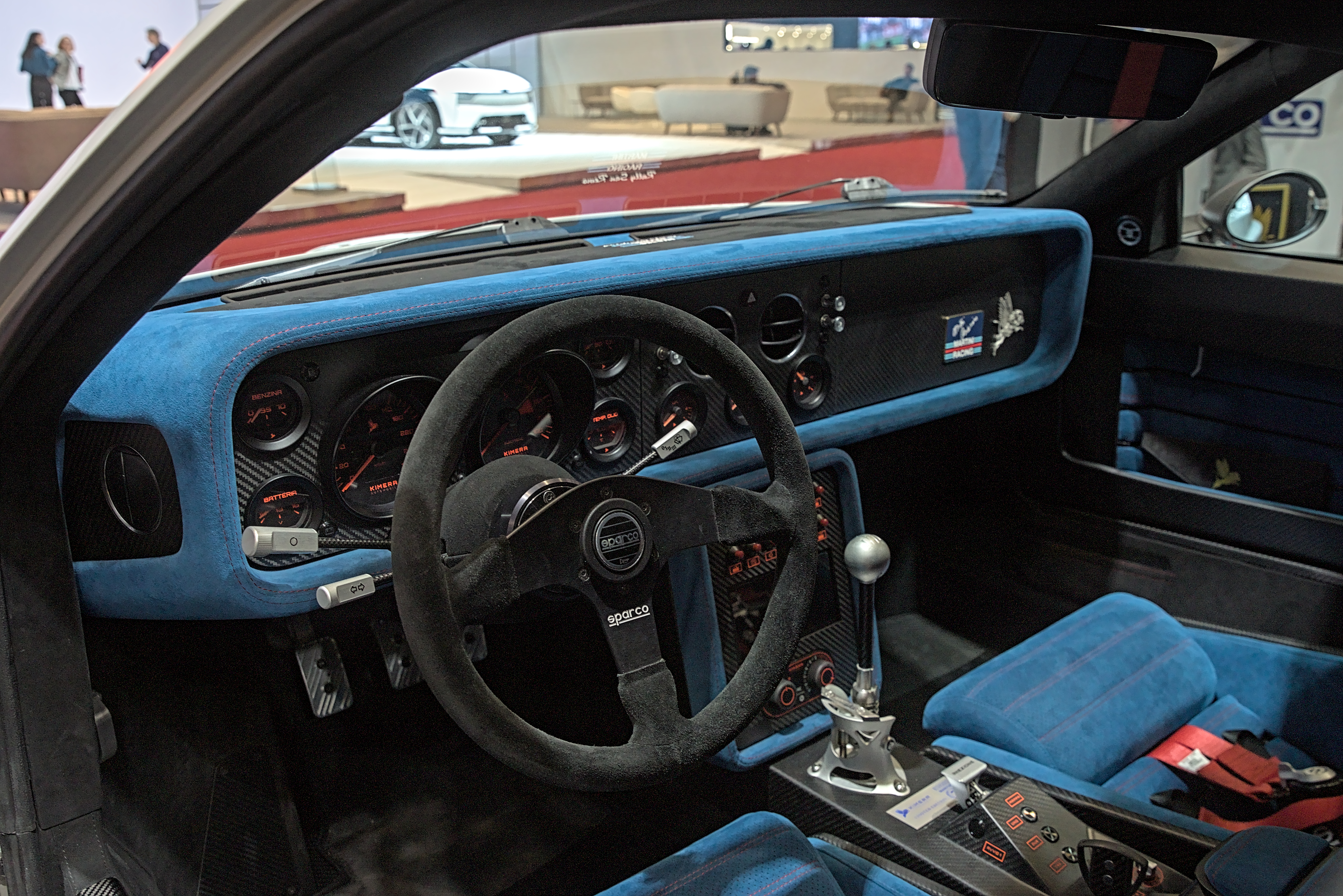
Innenansicht
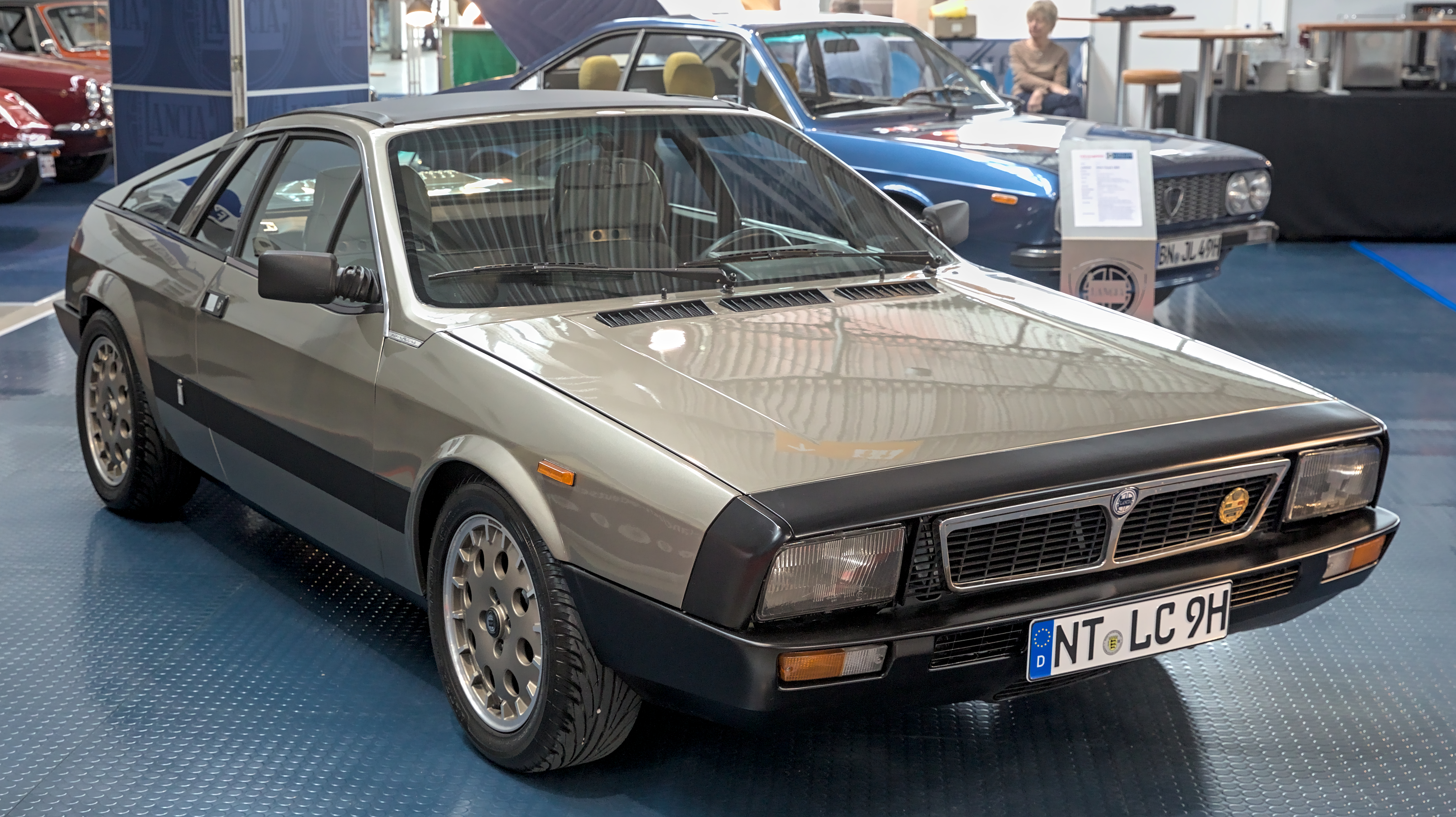
Basismodell: Lancia Beta Montecarlo

Mit dem New Stratos baut die Manifattura Automobili Torino seit 2018 ein Fahrzeug, das ebenfalls an ein älteres Lancia-Modell (Lancia Stratos HF) erinnern soll. Im gleichen Jahr wurde der Delta Futurista von Automobili Amos als Reminiszenz an den Lancia Delta HF Integrale 16V angekündigt. 2022 debütierte ein Restomod in Anlehnung an den Lancia Delta HF Integrale von Maturo Competition Cars und 2023 der Grassi 044S als Reminiszenz an den Lancia Delta S4.

## Technik

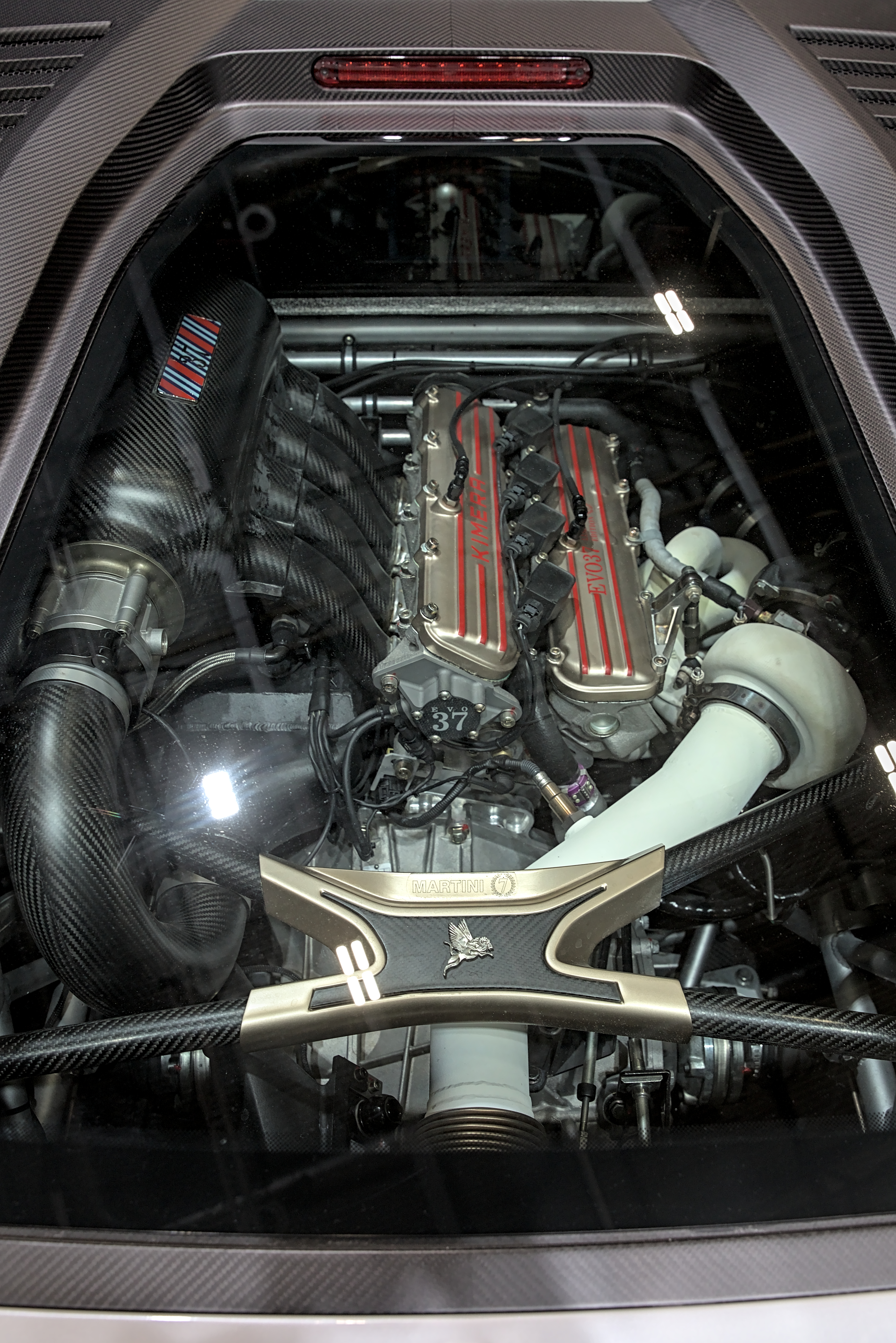
Motor

Teile der Karosserie des Evo 37 bestehen aus kohlenstofffaserverstärktem Kunststoff. Das Fahrwerk mit je zwei Doppelquerlenkern vorn und hinten wurde von Öhlins entwickelt. Die Carbon-Keramik-Bremsanlage stammt von Brembo.
Gegenüber dem Rally 037 wurde der Kimera modernisiert und besser ausgestattet. So hat er beispielsweise Leuchtdioden-Leuchten, ein Antiblockiersystem, eine Klimaanlage und einen kamerabasierten Innenspiegel.
Angetrieben wird der 1050 kg schwere Evo 37 von einem 371 kW (505 PS) starken Vierzylinder-Ottomotor mit einem Hubraum von 2150 cm³. Im Gegensatz zum Rally 037 hat der Motor der Neuauflage nicht nur einen Kompressor, sondern auch einen Turbolader für die hohen Leistungsbereiche. Auf 100 km/h soll der Wagen in drei Sekunden beschleunigen, die Höchstgeschwindigkeit wird mit 310 km/h angegeben. Das sequentielle 6-Gang-Getriebe stammt von Dana Graziano, es wird auch im Audi R8 42 und im Lamborghini Gallardo verwendet.
| Kimera Evo 37              | Kimera Evo 37                 |
| -------------------------- | ----------------------------- |
| Bauzeitraum                | seit 2021                     |
| Motorkenndaten             |                               |
| Motortyp                   | R4-Ottomotor                  |
| Hubraum                    | 2150 cm³                      |
| Verdichtungsverhältnis     | 7,5 : 1                       |
| max. Leistung bei min−1    | 371 kW (505 PS) / 7000–7250   |
| max. Drehmoment bei min−1  | 550 Nm / 4500                 |
| Kraftübertragung           |                               |
| Antriebsart, serienmäßig   | Hinterradantrieb              |
| Getriebe, serienmäßig      | Sequentielles 6-Gang-Getriebe |
| Messwerte                  |                               |
| Höchstgeschwindigkeit      | 310 km/h                      |
| Beschleunigung, 0–100 km/h | 3,0 s                         |
| Trockengewicht             | 1050 kg                       |